# Cratere Bjerknes (Marte)
Bjerknes  è un cratere sulla superficie di Marte.
Il cratere è dedicato al fisico norvegese Vilhelm Frimann Koren Bjerknes.